# خولم
خولم (بالروسية: Холм) هي إحدى مدن روسيا في الكيان الفدرالي الروسي نوفغورود أوبلاست. وتقع على مقرن نهري لوفات وكونيا